# Être humain (philosophie)
Pour les articles homonymes, voir Être humain.
En philosophie, parler d'être humain, en lieu et place du terme générique d'« Homme », c'est emprunter la voie qui tente de répondre à la question centrale telle qu'elle a été formulée par  Emmanuel Kant, dans son livre Anthropologie du point de vue pragmatique, dans le sens où il se la posait, « Qu'est-ce que l'homme ? » « Was ist der Mensch »,.
Dans cet esprit, le questionnement porte sur sa nature intime, plutôt animale ou plutôt proche d'une nature divine, libre ou étroitement conditionnée par son milieu, l'être humain, dans la diversité de ses figures historiques, capable du meilleur comme du pire fascine depuis l'origine la pensée philosophique occidentale. L'article tente de résumer les principales étapes de cette compréhension de l'homme par lui-même, depuis l'ancienne Grèce jusqu'à nos jours, de la période où triomphe le sujet cartésien jusqu'à sa récente dissolution dans la « phénoménologie » contemporaine.

## Dialectique entre l'humain et l'animal

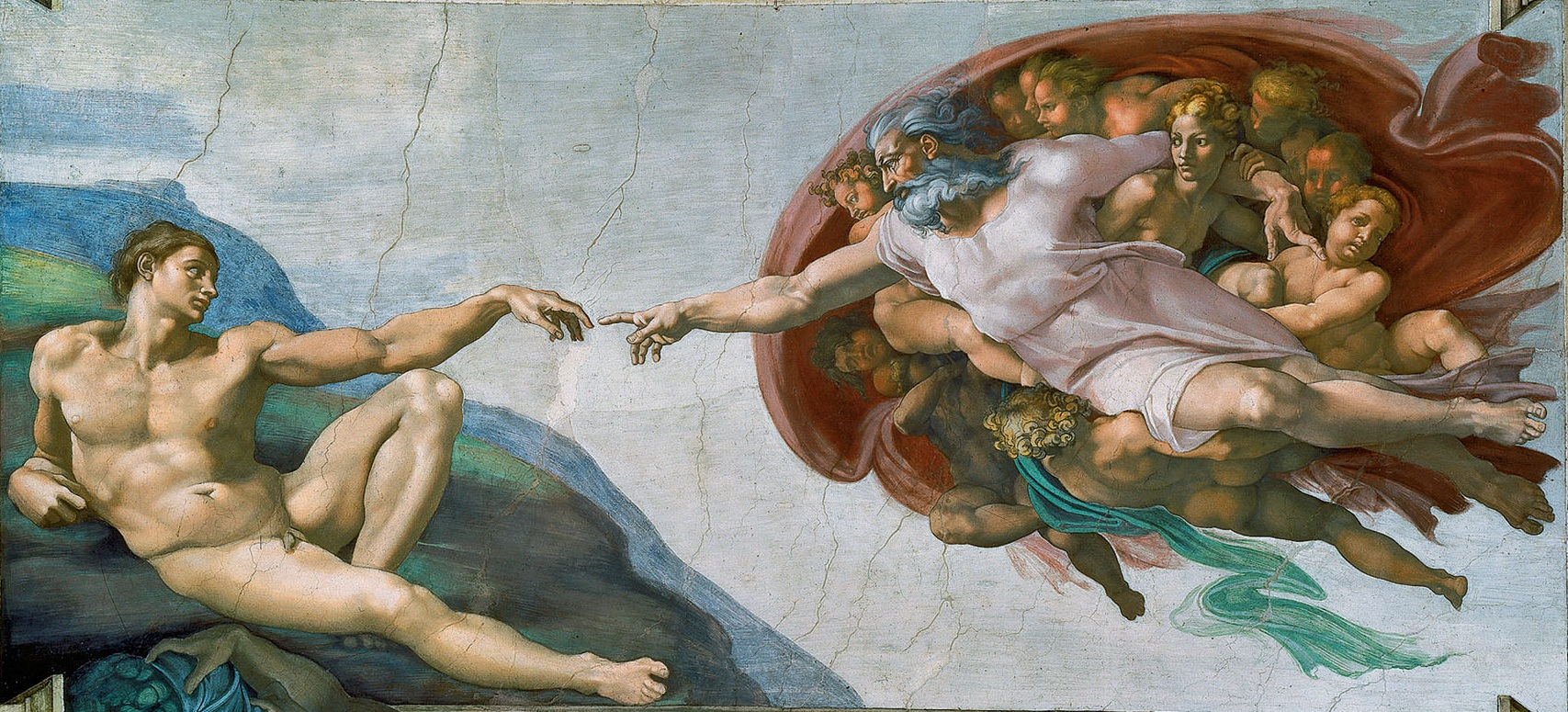
La Création d'Adam par Michel-Ange.

Questionner l'« être humain » dans son essence est une question importante de la philosophie. Dans la définition métaphysique traditionnelle, « l'homme est présenté d'emblée comme un certain être qui, à la différence des autres animaux, serait doué d'une faculté qui lui assure un certain rayonnement, la faculté de raisonner »
La détermination de ce qu'est un être humain ou de ce qu'il n'est pas, de son degré d'être, est du point de vue métaphysique plus complexe que ce que peuvent en dire les sciences, celles de la nature comme les sciences humaines. L'être humain se distingue alors du genre homo. Homme et animal sont également, tel que défini par Martin Heidegger, des « étants », mais seul l'homme est qualifié d' « être » humain, on ne dit jamais l'« être chat » ou l'« être cheval ». L'« être humain » a ceci de caractéristique qu'il peut justement ne pas être tout le temps humain, ou ne l'être que dans certaines circonstances, le chat est par contre toujours félin et toujours invariablement parfait quant à son être de chat.
La définition de l'homme comme animal raisonnable a longtemps été acceptée, mais ensuite remise en question, car elle ne permet pas de saisir la manière propre de l'homme, qui ne se limite pas à la faculté de raisonner et qui contrairement aux autres animaux a « à être » ce qu'il est. Dans l'expression « être humain », « être » est devenu transitif, ce n'est plus un simple verbe d'état. « Si en effet le chat est toujours félin ou le chien canin, l'homme et c'est bien là son drame n'est pas toujours humain, il lui arrive même d'être inhumain, voire de se faire complice de l'irruption de l'inhumain ». Penser l'homme comme « être humain » et non comme être vivant c'est tenter de penser une « altérité » radicale entre l'homme et l'animal.
Depuis les débuts de la philosophie grecque les traits spécifiques attribués à l'« être humain », associés à l'« animalité raisonnable », ont été nombreux et variables, que cela soit la parole, la ressemblance au divin, la souveraineté du Je, le rapport privilégié à l'être, etc. Beaucoup d'autres attributs ou capacités ont été successivement mis en avant, comme le travail, l'art, la liberté, la conscience de soi et la conscience de la mort, le narcissisme, la culpabilité, le vécu corporel, le conatus, l'être-avec, la responsabilité. S'interroger sur l'essence de l'homme, revient à questionner sur ce qui lui est essentiel, ce qui sans quoi l'homme perdrait philosophiquement en partie ou en totalité son humanité.

## Perspective historique
D'après Martin Heidegger, « On s'accorde généralement à considérer que les trois époques distinguées sous les noms d'Antiquité de Moyen Âge et de Temps modernes ont respectivement mis l'accent sur le Monde, Dieu, puis l'homme [...] Notre époque est celle de l'anthropologie où fleurissent de concert humanisme et droits de l'homme ». Tous les humanismes tendent à promouvoir l'homme, à souligner sa dignité particulière au milieu de tout ce qui existe. Dans cette perspective la question de la dignité de l'homme que la pensée humaniste engageait au tournant de la Renaissance ne faisait que reprendre en le renforçant un vieil idéal de perfection humaine que l'Antiquité avait déjà connu.

### Perspectives grecques

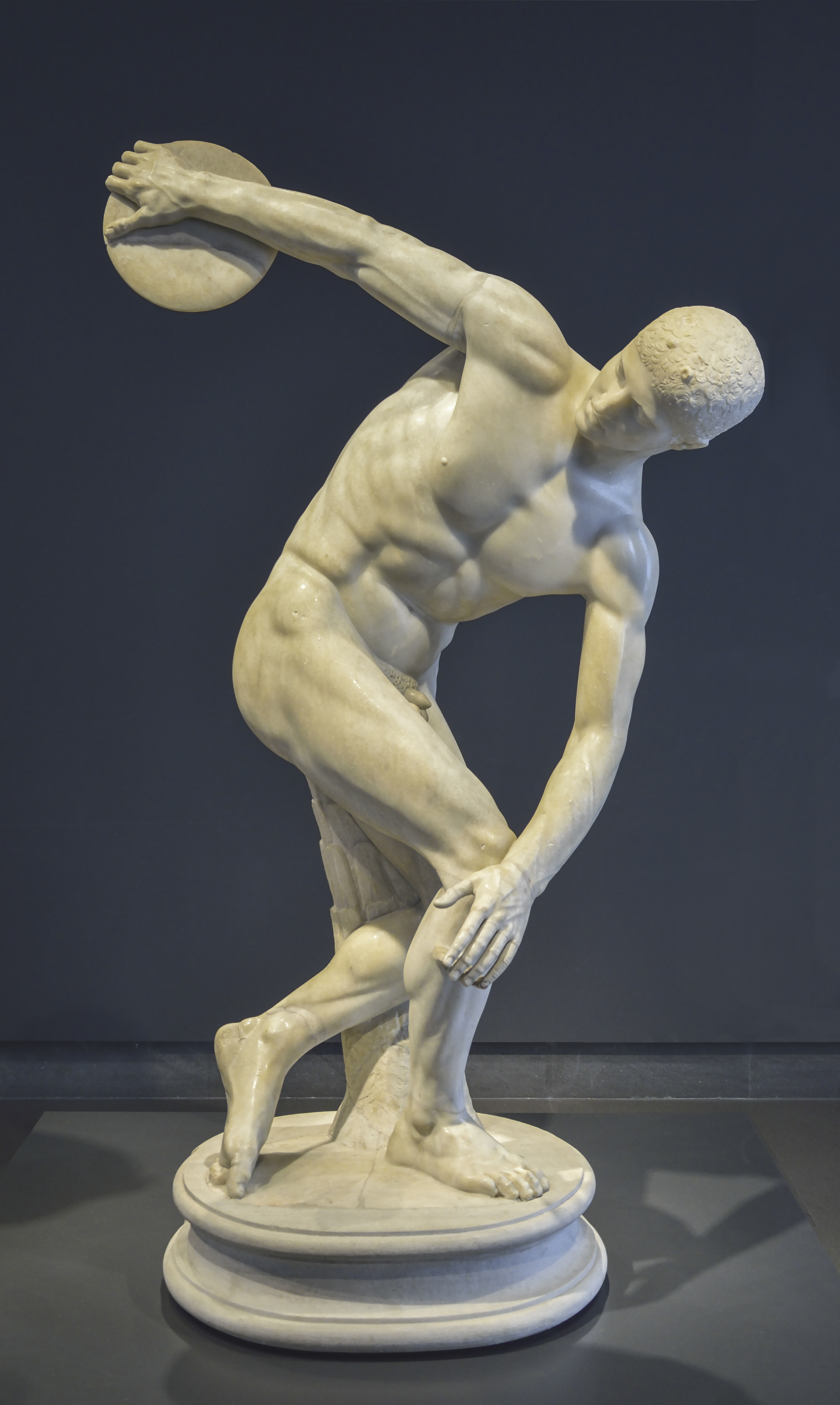
Discobole Lancellotti dans le palais Massimo alle Terme en marbre, vers 120 ap. J.-C..

La question du statut de la personne, si importante pour nous, n'a pour les Grecs de sens que reliée à la famille, à la Cité, et pour les penseurs au Cosmos lui-même, comme une interprétation de l'Univers. L'anthropologie grecque établissait un lien entre l' essence de l'homme et l'être de l' étant en totalité ainsi qu'il apparaît dans la parole d'Aristote « l'âme est en quelque façon tous les étants ». Les Grecs n'ont même pas de mot pour exprimer ce concept d'« être humain » qui est toujours « relatif à.. ». Leur première vision de l'« être humain » dans son individualité est celle qui est associée à l'idée d'« animal politique ». La part de l'humain dans l'homme ne donnait pas lieu à débat autre que pratique et leur intérêt était plutôt dirigé vers la part divine qu'ils pensaient y découvrir.
Pourtant l'idée d'une nature humaine commune à tous les membres de l'espèce commence à se dégager. Ainsi, note Louis Liard, l'idée que tous les hommes soient égaux par nature est apparue chez les penseurs de la Grèce ancienne. « L'homme tient à la fois au monde sensible et au monde intelligible. Platon distingue en lui trois parties ou plutôt trois puissances différentes : le désir, le cœur et la raison. Le désir (ensemble des appétits charnels et sensibles), préside aux fonctions de nutrition et de reproduction, et réside dans la partie inférieure du tronc, au-dessous du diaphragme ; le cœur, comme son nom l'indique, a pour siège la partie supérieure du tronc ; c'est l'instinct noble et généreux, mais incapable de se donner par lui-même une direction ; au-dessus, dans la tête, siège la raison, la raison qui peut connaître la vérité, diriger vers elle le cœur et ses forces actives, et maîtriser par là les passions inférieures. » Par ailleurs l'homme envisagé dans sa nature énigmatique fait une première apparition poétique dans Antigone de Sophocle où déjà pointe le renversement de la question « qu'est-ce que l'homme ? » en celle plus angoissante de « Qui est l'homme ? », celui qui inspire la crainte dans le cœur d'Antigone et celui qui est l'éthos anthropos daimon, pour Héraclite écrit Françoise Dastur.
Tous les humanismes de l'histoire vont prospérer sur le double apport aristotélicien. L'homme conçu comme zoôn logon ékhôn, transposée par les latins, en « animal raisonnable », isole l'espèce humaine sur le fond du genre animal. Cette détermination spécifique par l'animalité et la pensée accompagnée par la distinction tout aussi aristotélicienne entre l'âme ou esprit et le corps régnera, au-delà de variations de détail, jusqu'à nos jours. D'autre part, il s'agit pour Aristote de rechercher ce qu'il y a de plus noble et de plus élevé dans l'homme. C'est cette vision duplice initiale de l'homme en tant qu'« animal raisonnable » qui, selon Michel Haar, engage pour la suite, l'appartenance de plein droit de l'homme à la nature, idée qui domine toute l'histoire de la métaphysique, de la pensée grecque en passant par les humanistes de la Renaissance jusqu'à Montaigne et Descartes.

### Chrétiennes

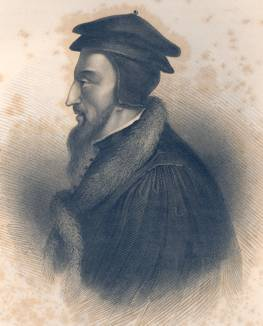
Jean Calvin.

Le christianisme rompt avec l'ancienne chaîne de solidarité qu'établissait le stoïcisme en défendant l'idée d'une unité organique entre les humains mais aussi avec l'ensemble de la nature. La dogmatique chrétienne introduit la notion de péché originel qui va influencer avec succès, jusqu'aux milieux profanes l'esprit dans lequel sera pour un long temps, abordé cette question de l'essence de l'homme.
On doit à Augustin d'Hippone l'idée de l'existence d'une disposition radicalement mauvaise dans l'homme. La propension au mal n'est plus seulement, comme chez les Grecs affaire de mauvaise volonté mais accompagne la vie de l'homme depuis sa déchéance du jardin d'Éden. Le XIIIe siècle et XIVe siècle accentue cette vision pessimiste de la nature humaine. À la suite du péché originel, « l'homme aurait perdu toute ressemblance à Dieu, il n'est plus Imago Dei. L'image en lui est déformée, flétrie, décolorée, obscurcie, brisée ». L'homme réside avec les choses, dans la regio dissimilitudinis, région de la dissemblance. Seule la partie spirituelle de l'âme demeure apte à connaître et à aimer Dieu, alors que partout ailleurs cette « Image de Dieu » est « brisée », ses fragments disséminant ou diffusant une ressemblance « non spécifique » selon l'expression de Thomas d'Aquin. Ce « bris d'image » Thomas le nommera vestigium. Blaise Pascal déclare dans ses Pensées que sans le « péché originel », « ce mystère inconcevable », nous serions incompréhensibles à nous-mêmes. On aura une accentuation de ce pessimisme quant à la nature humaine, au XVIe siècle et XVIIe siècle avec la réforme protestante et plus particulièrement avec le calvinisme.
Plus tard l'« humanisme chrétien », animé d'un intérêt nouveau pour l'étude des textes anciens va s'opposer à la scolastique médiévale et prôner un retour aux sources textuelles de l'Antiquité païenne et chrétienne. L'affirmation de la liberté, comme critère de l'insigne dignité de l'homme, prend la forme de la défense du « libre arbitre » argument dont on repère l'existence chez Augustin et qui fera l'objet d'intenses débats au sein du monde chrétien plus tard avec Martin Luther.

### Renaissance

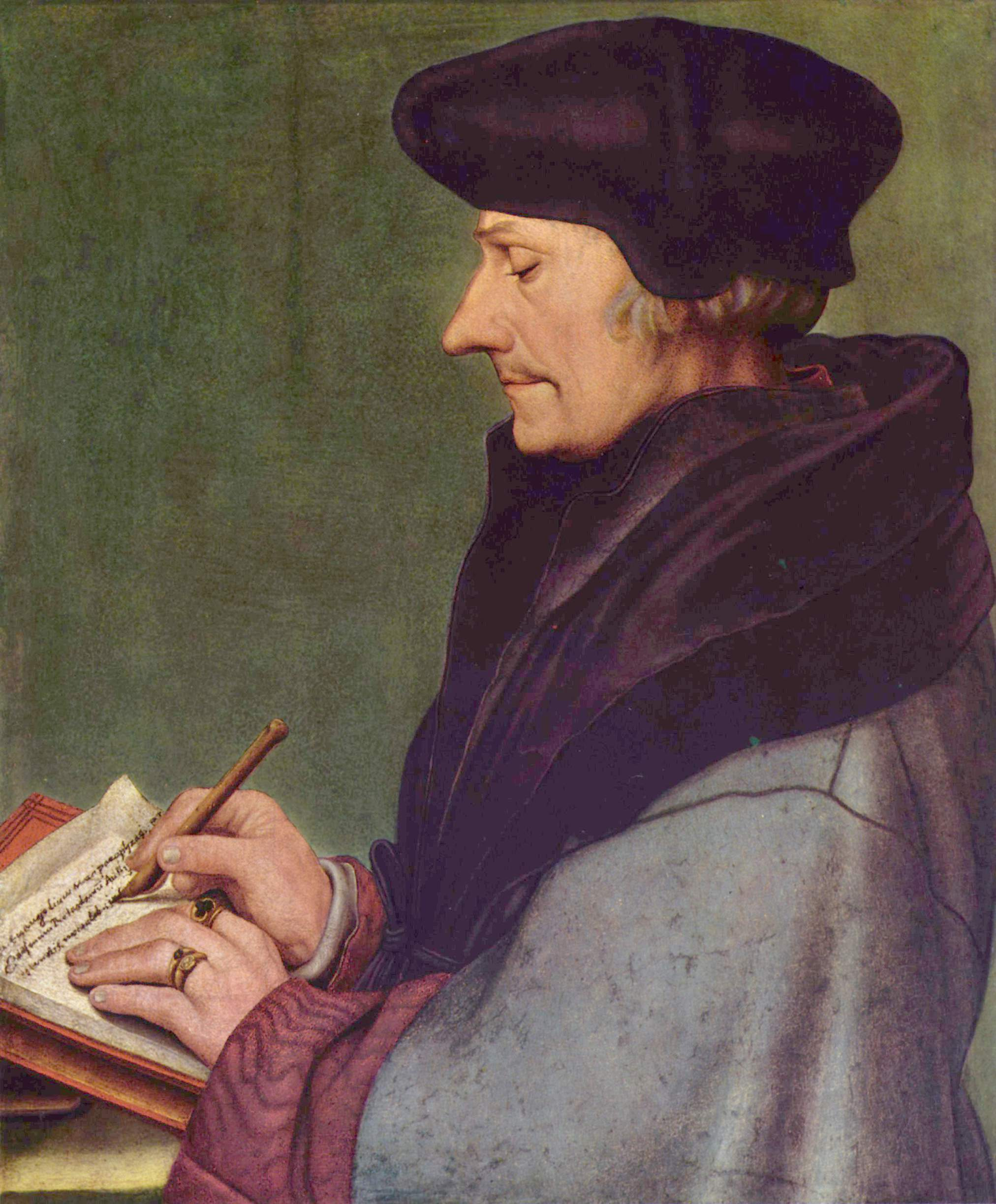
Portrait d'Érasme de Rotterdam, Hans Holbein le Jeune (1523).

À partir du XVe siècle, la Scolastique est remise en cause par l'humanisme puis, au XVIe siècle par la Réforme : la Scolastique sera accusée d'avoir ruiné la doctrine chrétienne en établissant la prépondérance de la philosophie antique.
Le courant dit explicitement humaniste apparu en Italie au XIVe siècle peut se définir comme la doctrine fondée sur l’affirmation ontologique selon laquelle, l’homme existe (il a un être propre), associée à un principe selon lequel il doit être respecté dans son être. L’humanisme suppose un fond commun à la condition humaine, une humanité de tous les membres de l’espèce humaine. Le versant éthique de l’humanisme prône la dignité et la valeur de tous les individus humains et rejette les formes d’assujettissement. En mettant l'accent sur le rôle central de l'homme, la pensée humaniste insiste sur sa capacité d'émancipation et d'autodétermination par un processus d'éducation, si bien qu'on parle d'humanisme des humanités. L'humanisme de la Renaissance désigne l'accomplissement (au sens de la construction de soi-même) de l'homme, par le savoir, conçu comme puissance. Cette vision marque la rupture avec la projection dans l'au-delà des fins dernières de l'homme en privilégiant désormais une félicité d'ordre intellectuel plutôt que spirituel. D'ailleurs au sortir du Moyen Âge, « l'homme qui se veut une nature envisage de se suffire : c'est en effet une maxime péripatéticienne que la nature ne défaille point en ce qui lui est nécessaire ». Toutefois, comme le souligne Emmanuel Faye, c'est aussi au moment de la Renaissance que l'idée d'une nature prédéterminée de l'homme comme espèce au milieu d'autres espèces commence à être remise en cause.

### L'irruption du sujet
Avec l'autonomie du sujet qu'apportent Descartes et Kant nous assistons à l'émergence d'une nouvelle figure de l'« être humain ». Dans l'expression « animal rationnel », Descartes accentue le rôle de la « pensée », qu'il conçoit comme essentiellement « libre » par opposition à une nature conditionnée par les lois de la causalité. Cette liberté s’éprouve lorsque nous jugeons. Il s’agit de la liberté de penser, de reconnaître et d'énoncer la vérité ; de savoir choisir le meilleur parti. Comme le constate Hans Ruin, ce discours cartésien sur la liberté se veut aussi une définition de l’essence de l’homme et un appel à la réalisation de cette essence par le jeu du « libre-arbitre ». Hans Ruin, note, après d'autres, que la liberté y est aussi présentée, dès ses premières explorations, comme une invitation pour l’homme à réaliser, à travers elle, la plénitude de son être.
Kant, de son côté, met en lieu et place de Dieu, l'homme au centre de la philosophie parce que seule la réalisation de son humanité, de sa dignité, donne sens au monde. Pour Kant comme pour Rousseau refusant l'idée de péché originel, l'homme naît bon c'est la vie en société qui le pervertit. En mettant au premier plan de ses préoccupations le développement des qualités essentielles de l'être humain et sa capacité d'« auto-détermination » Kant, va avoir à résoudre l'aporie que lui impose la prise en compte de la finitude concrète des capacités humaines.
Chez Kant, la liberté comme spontanéité devient la définition même de la pensée et de la compréhension de l'homme. Heidegger remarquera que pour Kant il n'y a de liberté que dans la soumission à l'impératif catégorique qui culmine dans l’idée d’une moralité rationnelle et universellement fondée, qui par définition vient d'ailleurs. Il s'agit donc d'une liberté finie, dépendante, qui encadre et contraint, l'espoir humaniste d'une autonomie de la raison maîtresse d'elle-même.

### L'antihumanisme philosophique
Nietzsche critique au nom d'un humanisme supérieur, le pseudo humanisme de son temps qu'il accuse de réduire, de rétrécir l'homme. Pour lui, la question de l’humanisme est viciée dans son principe même par la définition implicite de l’humain qu’elle présuppose écrit Yannis Constantinidès. En cherchant à moraliser l’homme, on a simplement réussi à le mettre en contradiction avec lui-même, à le séparer de son animalité première (§2). L'ennoblir ne consiste pas à l’affranchir du règne de la nature et de l’animalité, bien au contraire (§5). Contrairement aux traditionnels réformateurs politiques et moraux, Nietzsche ne souhaite donc guère changer la nature humaine de fond en comble, mais la retrouver sous le masque complaisant de la moralité (§6).
Avec Heidegger nous avons une nouvelle interrogation sur la notion d'humanisme qu'il comprend comme « le processus qui depuis Platon, place l'homme, dans des perspectives différentes, au centre de l'étant, sans pour autant être déjà l'étant suprême », qu'il récuse au motif qu'une telle détermination apprécie trop pauvrement la véritable dignité de l'être humain. Rendre au mot humanisme son sens, qui fait l'objet de son ouvrage la Lettre sur l'humanisme, c'est comprendre que l'être humain ne se pose plus à partir de son animalitas, mais s'ouvre avec le « langage » à ce qui est son affaire propre : à savoir l'advenue de l'être lui-même ; die Geschichtre des Seins. Ce mouvement présuppose l'abandon de la conception strictement instrumentale du langage qui a dominé jusqu'à maintenant.

## Les questions traditionnelles

### La nature humaine

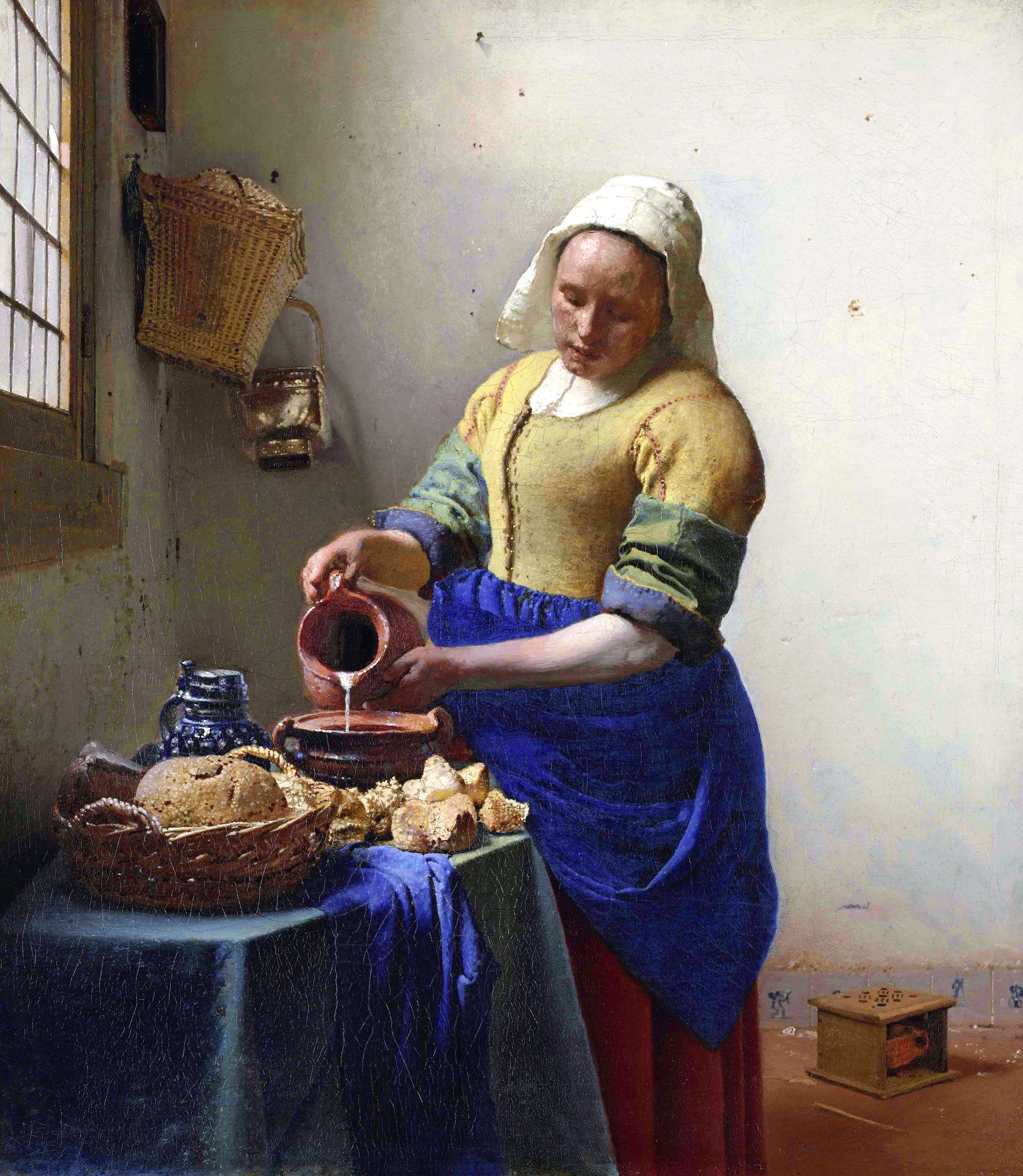
La Laitière, Rijksmuseum d'Amsterdam, vers 1660.

Aristote cherche ce qui distingue l'homme de l'animal. Si l'homme est aussi un animal, en quoi se distingue-t-il néanmoins des autres animaux? C'est à cette question que tente de répondre un extrait de La politique, d'Aristote : Livre I, Chap. 2. (animal politique, animal doué de langage, capable de distinguer le juste de l'injuste). C'est ainsi qu'a été abordée la spécificité de l'homme, soit au sein du règne animal à travers une enquête qui vise à déterminer le « propre de l'espèce humaine », soit en en recensant les propriétés insignes au sein de l'étant pour définir les principaux traits de la condition humaine.
Parmi les multiples définitions qui ont pu être faites de la nature humaine (être qui parle au temps des Grecs, animal politique), la plus constante dans l'histoire, est celle qui précise que l'homme possède la pensée en propre. Il résulte que dans l'« être » de l'homme coexistent deux principes opposés : le corps – la partie animale, et l'esprit – la raison avec la sensibilité, créant entre ces deux principes l'occasion de multiples conflits que la tradition s'est efforcée de résoudre sans y parvenir absolument.
Si avec ce double principe on définit l'« humanité de l'homme » et qu'en elle réside son essence, il reste à se demander à partir de quoi se détermine cette essence spécifique. Comme première réponse, l'homme biblique ou théologique fait l'objet de nombreuses approches qui toutes font référence à Dieu et à la possible ressemblance de l'homme avec lui. C'est donc à partir de caractéristiques extérieures que cette question de la nature de l'homme est abordée comme une peinture, un panorama, un roman[réf. incomplète]. Ce que le chrétien trouve dans son rapport à Dieu, Karl Marx le trouvera plus tard dans le rôle de la société.
Pour les Romains, à la suite des Grecs, l'humanité de l'homme résidait dans sa culture. C'est vers cet idéal d'ailleurs que, périodiquement, tous les humanismes historiques successifs se sont retournés, rappelle Heidegger dans sa Lettre sur l'Humanisme.
L'humanisme de la Renaissance, qui restitue à l'Occident le legs païen de l'Antiquité et s'accomplit par le savoir et l'éducation, marque la rupture avec un monde médiéval qui mesurait la dignité de l'homme, non en fonction de son pouvoir, mais bien plutôt de sa destinée et de sa fin. Par ailleurs est aussi affirmée l'universalité de la forme humaine dans chaque homme. Avec la Renaissance gagne l'idée que l'homme étant un être qui excède les limites de toute nature, ne peut plus être défini par une nature déterminée. Pic de la Mirandole parle d'une capacité à « devenir tout ce que nous voulons être » et de déterminer ainsi notre propre nature, responsabilité qui définit notre dignité.
Avec Descartes se produit une mutation. L'homme est appréhendé comme subjectivité pensante, il a la capacité de se saisir réflexivement, de s'écarter de lui-même pour s'appréhender comme un de ses objets, introduisant ainsi en philosophie, le thème de la conscience.
Dans cet écart l'homme s'ouvre à une autre dimension, une dimension qui va prendre de plus en plus d'importance qui est la conscience de sa propre « existence », de sa finitude et de ses modes fondamentaux d'exister. Les hommes ont en partage de pouvoir interroger leur être. Cette dimension de la question de l'« être humain » est absente de la tradition antique, elle hante par contre toujours la philosophie contemporaine.
À partir de Descartes, on commence à distinguer deux grands courants dans l'approche de l'« être humain » : le courant cartésien qui s'inscrit dans la tradition de l'homme rationnel, et un courant existentiel attaché aux conditions historiques et personnelles du vécu, dont l'origine peut être trouvée chez Saint Augustin et Luther.
Dans tous les cas, définir l'homme comme capable de penser, c'est le saisir d'emblée, à partir de la conception métaphysique du monde, qui autorise la constitution du concept de « genre humain ». Toutefois l'importance de la « vie individuelle » au sein de cette communauté de semblables a conduit à déplacer le débat sur l'homme, du concept de « genre » vers celui de « condition humaine ».

### La condition humaine

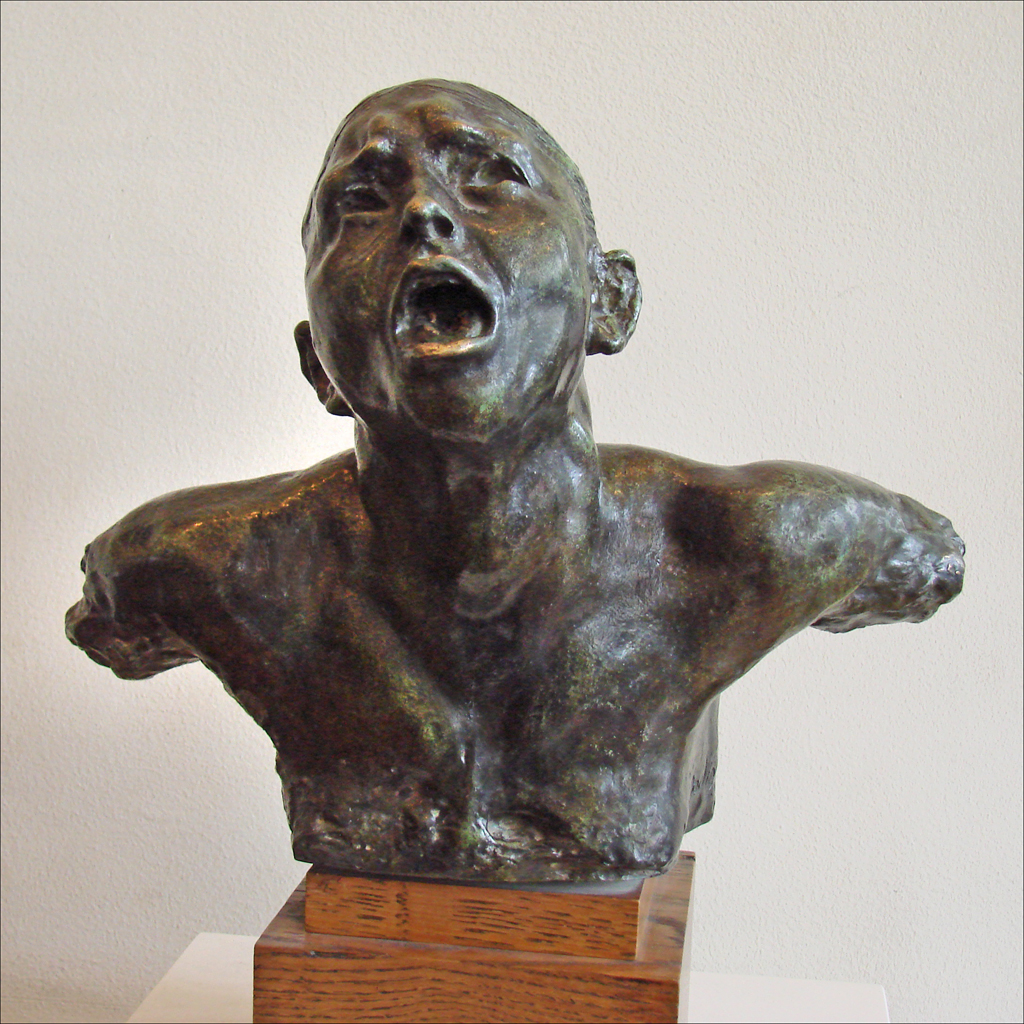
Le Cri d'Auguste Rodin (musée Rodin).

A partir du moment où les hommes se sentent différents des autres étants, mais qu'ils se sentent semblables entre eux, le débat à propos de la question du genre humain s'est progressivement déplacé vers la question de la condition humaine. Or ce déplacement qui correspond à l'approche existentielle de la question met en évidence la variabilité de notre nature. Cette variabilité nous fait apparaître le plus souvent comme en conflit avec nous-mêmes, jamais au niveau où nous pourrions nous situer, toujours en décalage. De cette variabilité Montaigne tire la conclusion que tout humain « porte en lui la forme entière de l'humaine condition ».
La variabilité de notre condition a conduit certains à nous penser comme conditionnés, c'est-à-dire jetés dans une existence que nous ne maîtrisons pas. La variabilité de notre nature, exprimerait pour l'« être humain », l'impossibilité de reposer dans une « nature assurée » (métaphysiquement stable) entraînant comme conséquences : ennui, angoisse, inquiétude comme l'avait déjà remarqué Pascal. À l'inverse elle fait naître la possibilité d'assurer le fondement d'une nouvelle appréhension éthique du genre humain se substituant aux anciennes croyances. Dans son intranquillité permanente les hommes seraient le résultat de leur action et le produit de leur « acte libre ».

### La dignité humaine
Déjà l'humanisme chrétien de la fin du Moyen Âge, dans une vision théologique, reconnait que les hommes ont été créés avec en eux, la dignité et la liberté. Encore à la Renaissance pour Pic de la Mirandole. la dignité n'est pas seulement une qualité mais un élément constitutif de l'être de l'homme en raison de sa ressemblance avec Dieu (l'Imago Dei du Moyen Âge cf Fra Angelico : Dissemblance et figuration). La dignité, telle que conceptualisée par Kant dans la Critique de la raison pratique, est accordée à tout homme en tant qu'être raisonnable en vertu de laquelle chacun doit être traité non comme un moyen mais comme une fin.
De nos jours la question de la dignité humaine est tranchée juridiquement. Après avoir été proclamée sur le plan international à la suite des crimes de la Seconde Guerre mondiale, « le principe de dignité de la personne humaine » a été consacré par la loi française en 1994, reconnaissance qui prend effet avant la naissance et se poursuit après la mort. Cette notion de dignité humaine a été mobilisée dans une époque récente pour faire face aux dérapages possibles des sciences et de la médecine, s'agissant notamment d'embryons produits en vue produire des êtres humaines génétiquement semblables (interdiction du clonage). Dans l'esprit de la philosophie kantienne, l'homme doit être vu comme une fin en soi et non comme un moyen.

### La question de l'éthique
La notion d'humanistas apparaît sous la République romaine. C'est au poète Térence, né aux alentours de 190 av. J.-C. que l'on doit la formule « homme je suis  ; rien de ce qui est humain ne m'est étranger ». Comme système des normes du vivre ensemble, l'éthique vient compléter la morale individuelle. À la base l'exigence kantienne que l'on traite autrui et soi-même non comme un moyen mais comme une fin est devenue intangible qui vient compléter le principe d'origine chrétienne de ne pas faire à autrui ce que l'on ne voudrait pas qu'on nous fît.
De nos jours toutefois l'homme maîtrise de moins en moins les conséquences de ses actes. Günther Anders est le philosophe qui dans le monde contemporain a mis le plus l'accent sur le décalage entre l'acte et le sentiment que l'on en a. Face à l'énorme accroissement de la puissance technique et à l'énormité de ses conséquences possibles « les capacités humaines d’éprouver, de ressentir et d’imaginer sont anthropologiquement restreintes, frappées comme d’une irrémédiable finitude »,. Si bien que dans une société moderne complexe, massifiée et étroitement structurée, « on ne peut plus considérer que le mal est une petite affaire personnelle et privée, comme si les humiliations et les misères dues à un ordre injuste, échappaient à toute recherche de responsabilité ontique ». La difficulté s'accroît du fait de ce sentiment tragique que les conséquences de nos actions nous échappent et que souvent « l'enfer est pavé de bonnes intentions ». Il s'agit de constater que le nouvel ordre du monde accroît le tragique de notre situation en raison des conséquences possibles d'un petit acte irréfléchi, de l'existence de conflits entre des responsabilités contradictoires et de l'aveuglement criminel des nouveaux fanatismes.
Enfin en détruisant la liaison entre le sujet et ses actes, la technique aurait même entraîné le déchirement le plus grave de l’histoire du sujet. Günther Anders remarque que les traditionnels conflits entre devoir et passions animés de forces à peu près équilibrées se situaient au tréfonds de la conscience individuelle, avec « l’autonomisation progressive de la technique (son éloignement dans un système technicien hors d’atteinte pour notre sensibilité), « l’homme qui s’angoisse reste loin derrière l’homme qui produit ». L'homme dans son unité n'existe plus il n'y a plus que des êtres qui d'un côté agissent et d'autres qui éprouvent des sentiments.

## L'être humain comme sujet

### Cartésianisme, subjectivité, représentation
Descartes consolide philosophiquement la place centrale de l'homme en en faisant le subjectum, une base ferme et subsistante de toute vérité. En présupposant la permanence d'un fond qui reste constant sous le changement des vécus, c'est-à-dire un « sujet » comme hypokeimenon, l'ego cogito, en même temps qu'il fonde la subjectivité, consolide l'idée d'un être substantiel, directement issu de la métaphysique ancienne,.
La question de la « représentation » est sous-jacente à la définition du sujet. Représenter c'est penser l'étant quel qu'il soit comme un objet tenu de se soumettre à la vérité comme certitude c'est-à-dire à la garantie d'un calcul. L'objectivité n'est pensable qu'à partir d'un sujet qui dès lors témoigne d'un monde. Avec la représentation se met en place les conditions d'objectivation de tout étant jusques et y compris l'objectivation du sujet par lui-même. La tentation sera alors grande pour le sujet de ramener le monde à un produit de sa pensée.
Kant dans la Critique de la Raison pure, son œuvre majeure, renverse le rapport classique sujet/objet : c’est désormais le sujet qui est au centre de la connaissance. C'est ce développement de la problématique du sujet que Kant qualifie de « révolution copernicienne ». Depuis Descartes, être sujet c'est être présent à soi, dans une certaine permanence ou stabilité. Cette certitude de Soi qui ne tolère de normatif ou d'obligatoire que ce qu'elle fixe en toute autonomie et en toute transparence du Soi, voilà ce que l'homme moderne « veut ».
Le XXe siècle voit le début de la psychanalyse, fondée par Freud, qui apporte une conception contredisant la représentation traditionnelle de la conscience humaine : la psychanalyse fournit en effet un modèle théorique du psychisme humain impliquant la domination de l'inconscient sur la conscience, ainsi qu'une méthode d'investigation de ce dernier. Les conséquences philosophiques de sa doctrine (notamment sur la question de la liberté et de la responsabilité, et sur la place des pulsions et de la sexualité dans les conduites humaines) sont d'une telle ampleur que la plupart des philosophes du XXe siècle se sont intéressés à ses idées, pour les critiquer ou pour s'en inspirer (comme, en France, Alain, Sartre, Deleuze et Derrida).

### La fin de l'homo humanus
L'humanisme moderne se voit assigné une nouvelle tâche. Il ne s'agit plus de mettre l’accent sur la valeur de l’homme plutôt que sur celle de Dieu (ou de la Nature), mais de parer les menaces sur la personne humaine qui viennent de l’organisation économique et sociale ou des développements techniques. D'autre part, la question « qu’y a-t-il d’humain dans l’homme ? », qui était redevenue problématique depuis l’évolutionnisme de Darwin, semble se vider de tout contenu au contact de la génétique et de la sociobiologie. La catégorie de l’« humain » ne servirait plus qu’à désigner de façon approximative un ensemble de phénomènes (d’organisation, de conduite, d’adaptation, de résistance) dont la stabilité n’est que transitoire.
Dans l'impossibilité de prendre appui sur une transcendance ou une nature fixée, l'homme moderne n'aspire plus qu'à devenir sujet de droits. « Le nouvel humanisme, l’humanisme délivré des pièges de la métaphysique, c’est donc « l’humanisme juridique » (L. Ferry et A. Renaut, Des droits de l’homme à l’idée républicaine), un humanisme ayant censément évacué toute référence à la nature, et donc aussi à travers celle-ci à une nature humaine, et lui ayant substitué la considération des valeurs propres à une pensée pure du droit. Sur quoi repose ce modèle juridique de l’humanisme ? Sur l’Idée (avec une majuscule) d’un sujet conscient et volontaire, donc responsable, Idée qui n’a pas besoin d’être reconnue comme effectivement réelle pour se constituer comme « horizon de sens » : ce qui est humain dans l’homme, ce n’est pas une nature objectivement donnée, mais la faculté de se plier à une obligation qui ne s’explique pas par une contrainte extérieure parce qu’elle procède d’une autorégulation. C’est donc à travers son rapport à une loi qu’il découvre comme étant sa propre loi que l’homme se définit comme sujet, libre par rapport à toute détermination hétéronome. Est-il possible, à ce propos, de parler de « l’élaboration d’une figure inédite de la subjectivité » ».

### L'homme dans le système technicien
Le rapport de l'homme à la technique est le plus souvent abordé sous l'angle du rapport de l'homme à la machine, avec comme thèmes principaux et simultanés soit le danger de son exclusion de toutes ses fonctions par une machine plus performante soit la perspective d'une mutation de l'homme lui-même transformé en machine par l'effet d'une sorte de greffe. Déjà, en leur temps, au XIXe siècle, comme le signale Françoise Dastur pour Paul Yorck von Wartenburg (de), philosophe allemand et Dilthey, les hommes avaient perdu ce caractère vivant, cette Lebendigkeit , cette capacité de vivre par eux-mêmes, ils étaient devenus des hommes sans histoire (geschichtlos) dans la mesure où leur vie se trouvaient être dominée par le « mécanisme », car « le propre du « mécanisme », qui accompagne la technique c'est d'expliquer toute vie, y compris la vie psychique, en partant d'éléments isolés et non pas de la cohésion du sens du vécu ».
Selon Ellul, la technique devenue facteur déterminant de l'ensemble des phénomènes de société a des effets autrement sérieux sur l'« être humain ». L'illusion d'un homme pouvant en tout et en tout lieu maîtriser la technique ayant fait long feu, il y a nécessité pour lui à s'y adapter, ce qu'il fait le plus souvent sans effort particulier dans les actes courants de la vie. Cette adaptation nécessaire peut néanmoins devenir « conditionnement » lorsqu'il s'agit de préparer par une formation adéquate des étudiants à entrer d'une façon utile et efficace dans le monde technicien, l'éducation et l'instruction n'ayant plus aucune gratuité. Si l'influence de l'école s'avère insuffisante le système technicien comporte des agents d'adaptation permanents (la formation continue, la publicité, la propagande qui tous visent à adapter l'homme à son univers technique, en perpétuelle évolution).
Ce conditionnement généralisé a créé un nouveau type psychologique « un type qui porte dès la naissance l'empreinte de la méga-technologie sous toutes ses formes; un type incapable de réagir directement aux objets de la vue ou de l'ouïe, aux formes des choses concrètes, incapable de fonctionner sans anxiété dans aucun domaine sans l'assistance de l'appareillage extra-organique fourni par la déesse-machine »,.

## Le constat phénoménologique
Kierkegaard, est au XIXe siècle le penseur qui en mettant l'accent sur les « tonalités affectives », sur l'importance des concepts d'« angoisse », d'« existence » et d'« instant », a donné l'impulsion décisive. On ne fournit pas une réponse suffisante à la question sur l'homme en le distinguant des autres vivants par la simple notion de « personne », l'être humain demeurant par ailleurs prisonnier de catégories inadaptées qui l'assimile aux autres êtres. Dans la lignée de la phénoménologie, la pensée contemporaine procède à un réexamen approfondi des « a priori», dogmes et préjugés, tels que l'âme, la conscience, la raison, la vie qui dans le cadre de la tradition métaphysique interviennent, sans plus ample examen, dans l'idée que nous nous faisons de l'« être humain ».
Penser l'homme dans son existence, c'est d'abord penser celui qui pense et donc plonger dans un cercle que Martin Heidegger nous invite à rompre en demandant à l'être que nous sommes, qui comprend l'être, de s'auto-interpréter lui-même,. Cette auto-interprétation signifie pour l'être humain expliciter tout mouvement de la vie en liaison avec le sens général qu'il donne à sa propre existence. Ce qui est découvert c'est que le « fait d'être » ou d'« exister » possède le sens d'un mouvement à savoir : l'avoir « à être » et qu'il n'est que cela sans autre détermination particulière ni substantielle ni accidentelle.

### L'existence en lieu et place de l'essence
Interroger l'existence au lieu de l'essence c'est privilégier les questions qui s'attachent « au fait d'être », que l'on soit ceci et non pas cela, autrement dit apporter une réponse à la question du « Qui » de préférence à la question du « Quoi ». Au sens étymologique d'origine latine existere ou « exis-tance » possède une signification précise, il signifie « être hors de soi », être auprès des choses. En ce dernier sens, le terme « Existence » ne devrait s'appliquer qu'à l'être humain, proprement dit, et nullement aux simples choses, « seul l'homme existe ». C'est en ce dernier sens que l'existentialisme et Jean-Paul Sartre usent de ce terme, il en est de même chez Martin Heidegger dans son ouvrage Être et Temps et chez Emmanuel Levinas.
L'« existence » chez Heidegger ne concerne que l'homme ; les choses et les animaux sont simplement là. Dans « existence », il y a l'idée de la Vie avec ses fragilités et ses incertitudes, mais aussi celle d'un mouvement d'un « avoir-à-être » ou de « faire place à être » (entendu comme exposition à l'être) qui ne concerne que l'« être humain ». La tâche d'« avoir à être » humain n'est pas à comprendre d'un point de vue moral, comme un stade supérieur d'humanité à atteindre mais comme une modalité d'être jamais définitivement acquise par l'homme, cette humanité est à chaque fois, une tâche, un « possible », à accomplir. L'animal « a » l'être, mais n'est pas « à être », parce qu'il est toujours, déjà, parfait en lui-même. Martin Heidegger élabore le concept polysémique et fondamental de « Dasein » pour appréhender thématiquement ce que nous sommes nous-mêmes véritablement, à chaque fois, dans toutes les situations de ce qu'il appelle « vie facticielle », ou vie courante de l'être humain.
L'idée de contenu qu'impliquait les notions de conscience et d'âme ainsi que la catégorie de la substance qu'imposait la permanence du sujet sont remplacées, avec le Dasein, par un « être privé de substance » qui ne possède pas les qualités classiques ; ses déterminations propres sont appelées des « existentiaux », c'est-à-dire, des modes d'être qui correspondent à diverses figures de l'existence.

### L'existence se déploie comme Souci
Dans son être profond, l'être humain se vit comme un être en devenir (en avant de soi). Cet être en devenir ne lui est pas indifférent, conformément à l'interrogation inquiète de Saint Augustin « Où en suis-je avec moi-même ? ».
L'inquiétude transparaît à travers ce qu'en dit Heidegger :
« avoir à être » pour le Dasein, c'est-à-dire l'homme, n'a pas la signification du comblement d'un manque mais cherche à exprimer son essence profonde de pure « possibilité » car ce « qu'il n'est pas », il l'est déjà possiblement. Il est exclu de comprendre cette expression d'« en avant de soi » à partir de l'entente courante du temps. « En tant qu'il est en train d'être, (le Dasein) s'en vient toujours déjà jusqu'à soi, c'est-à-dire qu'il est de tout son être à venir ».
De son côté Eugen Fink écrit : « l’homme n’est pas simplement dans le temps mais a le savoir du temps et de la caducité ; qu’il n’est pas simplement subsistant comme la pierre ou le nuage, mais il a relation avec son être, qu’il est même bouleversé par son propre caractère problématique et cherche à comprendre son existence ; puisqu’il en est ainsi, l’homme ne se sait pas seulement « différent » et « d’une autre espèce » sur l’arrière-fond de l’animalité, mais il a relation avec
l’impérissable qui gouverne la disparition, le lever et le déclin des choses finies ; il a relation avec le monde, avec le processus de l’individuation, avec la vie du monde en tant que manière dont la toute puissance agit. L’étant le plus fini a justement le savoir de la puissance du tout »-.
Le Dasein se distingue en ce que selon l'expression du philosophe « pour cet étant, il y va dans son être de cet être ». Si « tout Souci est Souci de l'Être », c'est par le Souci que l'expression, mainte fois répétée, « Il y va de son être » prend sens et que l'on doit comprendre concrètement comme souci de se perdre, dans l'anonymat de l'opinion générale, dans le « On ». Pour Marlène Zarader, « le souci usuel (journalier) s'enracine dans un plus haut sens qui est le soin que l'homme prend de son être ».
Constamment le Dasein se rapporte à lui-même, à sa possibilité d'être lui-même en propre. Cette question ne cesse d'être vécue si bien que l'on pourrait définir son être comme pur rapport d'être à cet être. Comme le souligne Dominique Janicaud, ce maintien d'une relation à « Soi », d'un « Soi » qui n'a plus la constance du présent, ni la permanence de l'égo, c'est peu de dire qu'elle fait difficulté.

### L'existence se déploie comme «être-au-monde»
L'« être-humain » que découvre l'analyse phénoménologique n'existe pas d'abord isolément, à la façon du sujet cartésien, pour entrer ensuite en relation avec quelque chose comme un monde, mais se rapporte d'emblée au monde qui est le sien. L'« être-au-monde » ou Das In-der-Welt-sein, est un mode d'être dit « existential », fondamental et unitaire du Dasein, qui est attesté par le constat du dévalement (immersion dans le monde du Dasein).
Le Dasein est « jeté » au monde « sans en avoir décidé tout en ayant à se décider pour des possibilités d'existence, qui lui sont offertes ». On pense à la naissance mais ce mouvement se répète, à chaque fois le même, à tout instant, l'être-humain, qui n'est pas une substance, est constamment jeté au monde dans une nouvelle situation qui pour lui est une part irrécupérable de l'existence, qu'il doit assumer.
Cette formule d'« être-au-monde » nous dit Emmanuel Levinas, est ontologique, elle ne signifie pas simplement que le Dasein est « dans » le monde, elle caractérise la manière dont nous comprenons l'existence à partir des possibilités ouvertes d'ores et déjà saisies. C'est la « disposition », (en gros notre humeur) et non l'intellect, qui nous ouvre primairement le monde. Ce à quoi le Dasein est toutefois de prime abord ouvert, ce n'est pas la réalité sensible, mais la signification qu'elle revêt pour lui.
Ouvert aux choses, mais aussi aux autres, le premier élément de constitution de l'exister humain, dans Être et Temps, est l'« être-accordé ». Ce sont les tonalités d'ambiance qui sont la manifestation la plus élémentaire de l'« être-accordé ». La tonalité ou Stimmung est la manifestation du fait qu'en tant que Dasein, l'être humain est toujours déjà d'avance « un être-en-commun », « ce qui rend caduques à la fois toute la psychologie subjectiviste des sentiments, et toute la pseudo métaphysique ou pseudo morale du rapport à autrui ». Il n'y a pas d'entente de l'être possible sans cette résonance.

### L'existence se déploie dans le temps et l'espace
L'être de l'homme n'est pas seulement dans le temps, temporel comme l'on dit habituellement, mais il est en quelque sorte, dans sa substance propre, constitué de « temps », qu'il est « temporal », ou « historial ». Pour l'être-humain en marche vers lui-même l'« a-venir », ici invoqué n'est pas le non encore présent mais en tant que Dasein« la modalité d'un possible accomplissement de soi-même ». De plus, le passé n'a de sens que pour autant que le Dasein puisse être son passé. « Le passé, ici, n'est pas ce je traîne derrière moi ou un souvenir, mais une possibilité d'être qui assume ce passé ». Cette temporalité n'a rien à voir avec l'« intra-temporalité » des choses, c'est une temporalité originaire qui se temporalise selon trois directions ou trois « extases », l'avenir, le passé, le présent avec prédominance de l'avenir et qui à elles trois constituent le phénomène unitaire de la temporalité. Le temps classique le temps des horloges dérivera dans l'esprit d'Heidegger de cette temporalité authentique originaire.
S'agissant de la spatialité « le Dasein ne peut jamais être présent dans l'espace à la manière d'une chose, il n'est, en effet, pas seulement présent dans l'espace que remplit son corps, mais il « occupe », au sens littéral du terme, de l'espace » sur le fond de sa préoccupation écrit Françoise Dastur. Gadamer écrit « dans sa finitude et son historicité, Dasein n'en est pas moins un « là », un « ici » » mais aussi un « là-bas », un proche et un lointain, comme il est dans sa temporalité, « un présent dans l'instant, un « à-venir » et un « avoir-été », une plénitude de temps et un lieu de rassemblement de tout ce qui est ».
Le Dasein porte son « espace » et son « temps » avec lui.

### Existence et finitude
Dans la phénoménologie contemporaine la notion de « finitude » a pris une place considérable. Pour l'être humain il ne s'agit pas seulement de sa condition mortelle mais aussi du constat que notre faculté de connaître par les sens et par l'entendement est étroitement limitée. De plus, considérée sous le rapport de la fragilité de notre condition, éphémère et changeante, à notre opacité, la finitude s'oppose à l'immuable ainsi qu'à la transparence. Par rapport aux autres choses et êtres finis, la conscience que nous avons de notre finitude et de notre condition précaire, en constitue un aspect essentiel, tant par la perception de notre inéluctable dégradation physique que par la valeur que nous donnons à notre existence et à notre être, valeur que résume une notion comme celle de « dignité de la personne humaine » : « L'homme est grand en ce qu'il se connaît misérable », écrivait ainsi Blaise Pascal.
Dans un renversement saisissant ce qui marquait traditionnellement l'impuissance humaine va devenir chez Heidegger l'instrument de sa puissance. Franz-Emmanuel Schürch écrit « que la finitude donne justement à l’homme sa puissance, comment c’est elle qui le rend capable, comment en un sens c’est elle qui ouvre des possibilités plutôt qu’elle n’en ferme » et encore plus paradoxal ce qui devait limiter la connaissance, en fait la rendre possible.

## Les voies d'un nouvel humanisme
La Lettre sur l'humanisme, donne l'occasion à Martin Heidegger de s'interroger dans le droit fil de la tradition allemande sur ce qu'il en est de la dignité propre de l'être humain, quelles que soient les variétés de l'humanisme, celui de la Renaissance, de Marx ou de Sartre, « l'humanité de l'homo humanus est déterminée à partir d'une même interprétation de la nature, de l'histoire, du monde, du fondement du monde, c'est-à-dire de l'étant dans sa totalité ». Or ce n'est pas dans sa spécificité générique ni dans son intellect ou dans sa prétendue ressemblance divine que l'« être humain » puise son caractère insigne et sa dignité, mais dans le rôle qui lui est dévolu dans le déploiement de la vérité de l'« Être ».

### Le langage
1. Heidegger remonte au sens étymologique originaire du langage, qu'il situe dans une certaine compréhension de l'ancien terme grec de Logos. Il commence par prendre ses distances avec la traduction usuelle par « raison », du terme dans la vieille philosophie grecque, rappelant que le sens premier de logos n'est pas la logique mais « dire et rassemblement mais aussi recueillir, rassembler et ramasser ». C'est le verbe legein qui signifiera progressivement plus tard dire et parler. Il précise de plus que ce logos originaire n'est pas à entendre au sens de la maîtrise, de l'arrachement de l'étant à l'occultation, comme le pourra être la tekné et la logique mais au sens de ce qui se borne à assurer la garde de ce qui s'est mis en avant de lui-même, selon Françoise Dastur[75].
2. C'est grâce à cette reprise du sens initial de logos, que « l'on peut comprendre ce qu'est l'essence du langage qui ne se détermine ni à partir du « son » émis, ni à partir de la signification, mais comme « dire » qui laisse apparaître, la présence de la « chose » présente, le laisse passer de l'« occultation » à la « non -occultation » »[75]. Si la signification précoce a bien été le dire et le discours, expose Heidegger, sa signification originelle est autre, cette autre signification s'est estompée et le dire ou le discours n'en sont qu'une signification dérivée[76].
3. Le langage n'est pas une invention humaine, il ne peut avoir trouvé son origine que dans l'irruption de l'homme dans l'être, en lui l'être devient parole qui donne forme à l'étant[77].
4. Didier Franck rappelle que Heidegger, dans la conférence de 1936 sur Hölderlin et l'essence de la poésie, écarte avec force contre toute interprétation utilitaire du langage[78]. « La langue n'est pas un ustensile que l'homme possède parmi d'autres, mais la langue accorde d'abord et en général la possibilité de se tenir au milieu de l'ouverture de l'étant. Seulement là où est la langue, là est le monde ».

Le dernier Heidegger abandonnant toute définition de l'homme par son essence ou sa position de sujet, inaugure dans sa Lettre sur l'humanisme un humanisme de l'« habiter », que lui-même qualifie « d'étrange sorte d'humanisme ». L'expression Das Wesen des Menchen apparaissant à plusieurs reprises dans le cours de la Lettre, plutôt que d'être traduite par essence de l'homme, comme le fait encore Roger Munier, doit être prise, selon Jean-François Marquet, au sens propre du vieil allemand qui fait signe vers l'« habiter » et le « séjour de l'homme ». La parole va être considérée comme l'« élément », le propre de l'« habiter » de l'homme, et le langage sa « maison ». En nous invitant à ainsi repenser radicalement l'être de l'homme, Dominique Janicaud considère que l'ère de l'humanité de l'homo humanus s'achève.

### L'ek-sistence
L'homme pris en lui-même (en son genre), n'est qu'un étant parmi les autres : ce qui l'institue comme « être-humain » (comme Dasein), est le saisissement, à chaque instant, de son être par la possibilité de sa propre mort, saisissement qui l'arrache à sa condition animale pour en faire un étranger à l'ensemble de l'étant, écrit Jean-François Marquet.
« L'homme ne déploie son essence qu'en tant qu'il est revendiqué par l'Être » écrit Heidegger dans sa Lettre sur l'humanisme. L'essence de l'homme (l'homme du cogito), que développe la métaphysique, est appréciée « trop pauvrement », il faut sauvegarder l'idée d'une provenance plus haute, une provenance essentielle qu'apportera, selon Heidegger, une détermination de l'humanité de l'homme comme « ek-sistence», dans sa dimension extatique auprès de l'Être. De plus la pensée humaniste qui depuis Platon incarne l'idée, néfaste dans l'esprit d'Heidegger, d'un règne où l'homme devient « le point de mire » de l'être ainsi que de la totalité de l'étant et s'en assure la maîtrise, doit être abandonnée.
C'est parce qu'il est constitutivement « être-au-monde » que l'être humain « existe », verbe qui peut s'écrire « eksiste » pour souligner son mode d'être « hors de soi » caractéristique, à savoir, auprès du monde. Le recours au néologisme d'eksistence en lieu et place du classique existence vise à libérer définitivement l'être humain de la subjectivité que l'on sent encore dans l'interprétation sartienne d'une existence qui précéderait l'essence. L'existence, qui exprimait, dans une première approche à l'époque d'Être et Temps (1927), l'être du Dasein en tant que celui-ci se rapporte à lui-même, devient, dans les derniers travaux, comme le note Françoise Dastur sous la nouvelle appellation d'« ek-sistence », le rapport du Dasein non plus à soi-même mais à l'ouvert, dans la pensée du philosophe (voir Heidegger et la question de l'existence). On voit que si le ex, latin du terme existence signifie sortie « hors de soi » le ek ajoute à ce sens premier, le sens d'une ouverture, du là de la manifestation de l'Être.
Dans cette ultime position, l'« être humain » n'est plus comme chez Kant, le centre de l'étant, mais il devient, selon Jean-François Mattéi « l'Être lui-même en sa vérité qui est dénommée, selon le contexte, soit ouverture, soit clairière ». Thierry Gontier résume ainsi le renversement opéré par Heidegger : « au projet moral de l'humanisme de la Renaissance, Heidegger substitue une pure eschatologie. Une eschatologie non théologique certes mais qui retient cependant de la théologie, l'inscription de l'homme dans un destin qui au fond le dépasse ».